# Raymond Bernard (Orchesterleiter)
Raymond Bernard (* 29. August 1920 in Clamart, Département Seine; † 23. Mai 2005 in Suresnes, Hauts-de-Seine), eigentlich Raymond-Bernard Cohen, war ein französischer Komponist, Pianist, Arrangeur und Orchesterleiter. Bekannt geworden ist er vor allem als langjähriger Begleiter von Gilbert Bécaud und Serge Reggiani.

## Leben und Werk
Bernard erhielt seine musikalische Ausbildung am Pariser Konservatorium. Während der Zeit der deutschen Besetzung Frankreichs spielte er in Bordeaux Klavier im Jazzorchester von Fred Adison. Er floh Anfang Juli 1943 mit drei anderen jungen französischen Musikern über Andorra nach Spanien. Bernard lebte mit seinem Kollegen Bob Norris einige Monate in Barcelona und spielte auf verschiedenen Jazzkonzerten, in Shows und in Varietés. Im Oktober 1943 gingen Bernard und Norris gemeinsam nach Nordafrika; Bernard spielte in Algier bis 1945 im Hot Club d’Alger. Nach der deutschen Kapitulation kehrte Bernard nach Frankreich zurück und wurde von 1945 bis mindestens 1947 Pianist im Orchester von Ray Ventura, mit dem er auch mehrere Plattenaufnahmen machte. Er spielte dann im Orchester von Bernard Hilda, auch in seinem Begleitorchester für das Zirkusprogramm La piste aux étoiles im Pariser Cirque d’hiver, das im französischen Fernsehen direkt übertragen wurde. 
1950 schied er aus diesem Orchester aus, um als Klavierbegleiter mit der Chansonsängerin Jacqueline François auf eine ausgedehnte Nord- und Südamerikatournee zu gehen. In São Paulo lernte er Ende 1950 Gilbert Bécaud kennen, der dort damals selbst als Klavierbegleiter mit Jacques Pills unterwegs war. Als Bécaud 1953 selbst als Chansonnier aufzutreten begann, engagierte er Bernard als Klavierbegleiter. Bernard gründete bald ein eigenes Orchester (Raymond Bernard et son orchestre), das zum ständigen Begleitorchester Bécauds wurde. Er fungierte über viele Jahre als musikalischer Leiter und Arrangeur für Bécaud. Für Bernard bestand in dieser Zusammenarbeit ein nahezu blindes musikalisches Verständnis:

„Wenn er mir etwas vorspielte, wusste ich sofort, wie ich das zu orchestrieren habe. Es kam so weit, dass er wiederum von vornherein wusste, was ich mir bei seiner Musik vorstellen würde.“

Wie Bernard rückblickend feststellte, konnte diese enge Vertrautheit auch ein Hindernis dabei sein, etwas Neues auszuprobieren. 1965 gab er schließlich, aus Anlass eines Trauerfalls in seiner Familie, die musikalische Leitung und die Klavierbegleitung für Bécaud an Gilbert Sigrist ab, besorgte aber noch jahrelang die Arrangements für Bécauds Studioaufnahmen. So übernahm er etwa die Instrumentierung und musikalische Leitung einer Neueinrichtung von Bécauds Opéra d’Aran 1966, eine Aufgabe, die er schon wegen ihrer ungewöhnlichen Dimensionen sehr befriedigend fand: „Ich dirigierte hundert Leute im Studio, das ist schon gewaltig, einzigartig!“
Enrico Macias erzählte, dass Bernard ihm zu Beginn seiner Karriere sehr geholfen habe. Macias war 1961 im Vorprogramm zu einem Bécaud-Konzert aufgetreten und war über die mäßige Aufmerksamkeit des Publikums deprimiert. Raymond Bernard habe ihn noch am selben Abend ermutigt: „Kommen Sie zu mir nach Paris, hier meine Telefonnummer, ich stelle Sie dem Direktor von Gilberts Plattenfirma vor. Sie schwimmen gegen die Strömung, das ist ein gutes Zeichen. Nur die Originalität wird sich auszahlen … ich glaube an Ihre Persönlichkeit.“ Bernard habe sein Versprechen gehalten. Er komponierte später auch ein Chanson gemeinsam mit Macias und schrieb einige Arrangements für ihn.
Ab 1970 übernahm Bernard die Klavierbegleitung von Serge Reggiani, komponierte für ihn eine Reihe von Chansons und schrieb Arrangements. Auch mit Marlene Dietrich ging er auf Tournee, unter anderem begleitete er sie 1978 in Berlin am Klavier bei ihrem Vortrag des Liedes Schöner Gigolo, armer Gigolo im gleichnamigen Film.
Bermard komponierte neben vielen Chansons, unter anderem für Charles Aznavour, Claude François, Nana Mouskouri und Mireille Mathieu, auch eine Reihe von Filmmusiken: zu Une balle dans le canon (1958; deutsch: Eine Kugel im Lauf), Le Sicilien (1958), L’ennemi dans l’ombre (1960, gemeinsam mit Gilbert Bécaud; deutsch: Der Boß kennt kein Erbarmen) und die Titelmusik der Fernsehserie Les enquêtes du commissaire Maigret mit Jean Richard in der Hauptrolle (ab 1967).

## Kompositionen (Auswahl)
Discogs weist 147 Schallplatten mit Kompositionen und Arrangements von Bernard aus (Stand: 18. Januar 2019). Darunter befinden sich viele Doppelzählungen, andererseits fehlen auch Titel, die sich über die Französische Nationalbibliothek oder, bei Filmmusik, über die Internet Movie Database erschließen lassen. 
- L'heure exquise. Text: Marc Lanjean. Éditions Transatlantiques. 1948.[14] Plattenaufnahme mit dem Orchestre Bernard Hilda
- Qu’est-ce que t’as mon vieux? Text: Pierre Delanoë. 1956. Interpretation: Annie Cordy. Hörbeispiel auf Gallica
- Quand tu viens chez moi, mon cœur. Text und Interpretation: Charles Aznavour. 1957. Hörbeispiel auf Gallica
- La princesse de Juillet (mit Gilbert Bécaud). Text: Pierre Delanoë, Louis Amade. Interpretation: Gilbert Bécaud. 1959
- En souvenir. Text: Maurice Vidalin. 1961. Interpretation: Claude François (1971).
- À force de prier. Text: Pierre Delanoë. Interpretation: Nana Mouskouri. Luxemburgischer Beitrag zum Grand Prix Eurovision de la Chanson 1963
- Ma fille. Text: Eddy Marnay. Interpretation: Serge Reggiani. 1971
- Le canotier de Maurice Chevalier. Text: Eddy Marnay. Interpretation: Mireille Mathieu. 1978

## Tonaufnahmen (Auswahl)
Discogs weist deutlich über 300 Tonträger aus, an denen Bernard in irgendeiner Weise beteiligt war. Hier wurden einige zusammengestellt, die ein Anhören der ersten 30 Sekunden jedes Titels über die Datenbank Gallica ermöglichen. Verzichtet wurde insbesondere auf die sehr zahlreichen Aufnahmen von Raymond Bernard et son orchestre mit Gilbert Bécaud.
- Qu’est-ce que t’as/Concerto d’automne. Raymond Bernard et son orchestre. La Voix de son Maître. 1956. Hörbeispiel auf Gallica
- Les succès de Gilbert Bécaud/Cocktail de succès. Raymond Bernard et son Orchestre de Danse. La Voix de son Maître. 1957. Hörbeispiel auf Gallica
- Souvenirs de Paris. Raymond Bernard, son piano et ses ryhthmes. Klavier solo. Pathé Marconi, Paris. 1958. Hörbeispiel auf Gallica
- L’ennemi dans l’ombre. Extraits de la musique du film. Raymond Bernard et son orchestre. Columbia. 1960. Hörbeispiel auf Gallica
- Pierre Lavallée: Serge Reggiani – Le pont Mirabeau. 13. Oktober 2010 (aktualisiert 13. November 2016). Serge Reggiani liest Guillaume Apollinaire zur Klavierbegleitung von Raymond Bernard. Begleittext und Hörbeispiel auf der Seite J’ai la mémoire qui chante.